# Gellerupparken
Gellerupparken er Danmarks største boligafdeling og hører under Brabrand Boligforening som afdeling 4. Gellerupparken er en del af den større arkitektoniske enhed Gellerupplanen i Gellerup og deler postnummer med Brabrand. Lejeboligerne ligger vest for ringvejen Ring 2 i Aarhus og nord for Silkeborgvej og Brabrand Sø.
I 2010 åbnede Gellerup Museum. Museet har til huse i en af lejlighederne og skildrer livet i boligbyggeriet gennem tiden.

## Bebyggelsens karakter
Boligblokkene i fire og otte etager blev opført af præfabrikerede betonelementer i perioden 1968-72 og rummer i alt 1824 boliger. Lejlighederne varierer i størrelse fra et- til fem-værelses (129 m²) og til forskel fra meget etagebyggeri, er der godt med plads mellem bygningerne. Alle lejligheder er forsynet med en åben og lukket altan og de blev bygget med badeværelser (nogle har to) og centralvarme, som på miljørigtig vis blev genereret fra et lokalt konstrueret forbrændingsanlæg, der via et særligt rørsystem opsamlede affaldsposer fra hver enkelt lejlighed. Det var altsammen særdeles luksuriøst i start 70'erne og det er stadig attraktivt, hvis man sammenligner med flere yngre byggerier i samme kategori.
Lige nord for Gellerupparken, på den anden side af Edwin Rahrs Vej, ligger Toveshøj som er bygget i samme periode og stil. Mange regner i daglig tale Toveshøj som en del af Gellerupparken, men det er sin egen boligafdeling (nummer 5) under Brabrand Boligforening.
1. januar 2013 har Gellerupparken og Toveshøj tilsammen 7.034 indbyggere.

## Faciliteter
Som en del af Gellerupplanen, er der strøet mange faciliteter ud over Gellerupparken. Selvom mange er knyttet til området og Brabrand Boligforening, benyttes de af borgere fra hele Aarhus i mere eller mindre grad.
Gellerup Bibliotek, Gellerup Kirke, Gellerup Scenen (teater og cirkus), indkøbscenteret City Vest og Nordgårdshallen er samlet omkring Bytorvet i syd sammen med den nu nedrevne Nordgårdsskole. Gellerupbadet, Tennisbaner, boldbaner, legepladser, vuggestuer, børnehaver, skoler, fritidshjem, aktivitets- og kultur centre, Hejredalskollegiet, forbrændingsanlæg, kolonihaver og urban gardening projekter, osv. ligger spredt i området imellem boligblokkene. Der er en stor grad af beboerengagement og de fleste er glade for at bo i Gellerupparken.

Nord for parken ligger Bazar Vest.
Sports- og aktivitets-centeret Globus1 åbnede den 15. oktober 2005. Centret henvender sig til alle aldersgrupper og borgere og benyttes af folk fra hele Aarhus. Det er blevet til i et samarbejde mellem Aarhus Kommune og Brabrand Boligforening.

## Beboernes sammensætning
Gellerupparken har en varieret sammensætning af beboere.
Her bor især mange nydanskere (fordelt på mere end 80 nationaliteter). I 1995 var 69% af områdets beboere indvandrere og efterkommere fra ikke-vestlige lande, mens andelen i 2008 var steget til 86%.
 I 2013 var tallet på 78,6 %.
Andelen af børn og unge er ligeledes forholdsvist højt, idet 44 % af beboerne i Gellerupparken og 41 % af beboerne i Toveshøj er under 18 år. Der bor en del studerende, både i Hejredalskollegiet og i boligkomplekserne i øvrigt.
Økonomisk set bor der mange fattige i Gellerupparken. Ifølge en opgørelse fra Arbejderbevægelsens Erhvervsråd, på baggrund af tal fra 2007, levede 19 % af beboerne i Gellerup Sogn under fattigdomsgrænsen og dermed var Gellerup Sogn det fattigste område i landet. Andelen af beboere i alderen 18-59 år uden tilknytning til arbejdsmarkedet, var i 2007 på 56 %. Der er dog sket en beskeden positiv udvikling i tallene siden da.

## Kriminalitetsproblemer
Området har i mange år været præget af relativt megen kriminalitet og der tilføres derfor indimellem ekstra betjente til den faste lokale politi-enhed i City Vest. Herudover udtrykkes der ofte ønske fra mange parter om at oprette endnu en fast politi-enhed til Gellerup. Aarhus Kommune har etableret Beredskabet i Gellerup, som er et kriminalitetsforebyggende samarbejde mellem lokale foreninger, frivillige beboere, politiet og kommunen.
Eksempler på kriminaliteten:
I 2003 indførte Brabrand Boligforening en ny politik for Gellerupparken, der indebar, at familier kunne få opsagt deres lejemål, hvis deres børn var involveret i kriminalitet i området. I foråret 2004 tilstod tre unge fra Gellerupparken at have været involveret i røverier og overfald i området, og Brabrand Boligforening søgte herefter at få de tre familier, 21 beboere, sat ud. Familierne ville imidlertid ikke flytte godvilligt, og i april 2006 afgjorde boligretten i Aarhus, at kun én familie skulle fraflytte deres lejlighed. For de to øvrige familier gjaldt nemlig, at de dømte ikke længere boede hjemme. Alle tre sager blev herefter anket til Vestre Landsret.[kilde mangler]
Den omfattende kriminalitet fik i 2007 Shell til at lukke sin tankstation i Gellerup.

I februar 2008 var området plaget af en række påsatte brande, med omkring tyve tilfælde om dagen spredt over Aarhus' vestlige forstæder. Det omfattede blandt andet kanonslag, der blev kastet ned på trafikanterne under en gangbro og ildspåsættelser af skraldespande og biler. I oktober 2008, blev en lokal børnehave brændt ned til grunden af en flok unge og det ødelagde for omkring kr 7 millioner offentlig ejendom. To familier til drengene der begik forbrydelsen, blev forflyttet fra Gellerup i 2010 efter to retssager.
Kriminaliteten er dog faldet i de senere år, så det nu ligger på niveau med Aarhus generelt.[kilde mangler] Kilder med godt kendskab til området - blandt andet tidligere direktør for Bazar Vest Jørgen Skov -, har anslået at langt størstedelen af problemerne skyldes en lille gruppe på 30-40 personer.

Nutidige eksempler:
Overfald og indbrud på det lokale Hejredalskollegie i 2011.
Der var skyderier ved Bazar Vest i januar 2013. En mand blev ramt i benet.
AGF Svømnings hold i Gellerupbadet lukkede i to uger i april 2013 pga. hærværk, chikane og overfald på de ansatte.

## Helhedsplanen
Gellerupparken blev i 2011 officielt udnævnt til et "særligt udsat alment boligområde". Det førte til, at Brabrand Boligforening og Aarhus Kommune indgik et samarbejde med den fælles målsætning at ændre Gellerupparkens og Toveshøjs status til et mere attraktivt boligområde. Samarbejdet har bl.a. resulteret i "Helhedsplanen", der indebærer omfattende fysiske forandringer i området, herunder nedrivninger og anlægning af nye veje og bygninger.

## Galleri
- Bytorvet i Gellerupparken. Inden Helhedsplanen.
- Bygaden. Inden Helhedsplanen.
- Et af højhusene i Gellerupparken
- Hævede fodgængerdæk.
- En af de lave 4 etagers blokke.